# Льюс, Роберт Данкан
Роберт Данкан Льюс (англ. R. Duncan Luce; 16 мая 1925, Скрантон, Пенсильвания — 11 августа 2012, Ирвайн, Калифорния) — американский математик.

## Биография
Бакалавр и доктор философии (1950) Массачусетского технологического института, почётный профессор Калифорнийского университета (Ирвайн).
Академик Национальной академии наук США (с 1972). Награждён Национальной научной медалью США (2003).